# Maria Maria/Sono seduta sul water closet
Maria Maria/Sono seduta sul water closet è un singolo discografico di Maria Sole pubblicato nel 1979.

## Tracce
Lato A
1. Maria Maria (Maria Sole)

Lato B
1. Sono seduta sul water closet (Armando Stula e Maria Sole)

## Brani
Entrambi i brani sono inclusi anche nell'album L'illuminata selvaggia.